# Hang Hwanseon
Hang Hwanseon (환선굴) là một hang nằm ở tỉnh Gangwon, Hàn Quốc. Nó là một trong những hang động đá vôi lớn nhất ở châu Á, và lớn nhất tại Hàn Quốc, với chiều dài được biết đến là 6,2 km và người ta nghi ngờ tổng chiều dài có thể lên đến 8 km, 1,6 km, trong đó đón hơn 1 triệu du khách tham quan mỗi năm. Trong năm 1966, Chính phủ Hàn Quốc quyết định mở hang động này và các hang động lân cận cho công chúng vào tham quan, hang Gwaneum (관음굴), Di tích quốc gia 178. Hwanseongul đã được mở cửa cho công chúng vào năm 1997.
Nằm trong một loạt các núi đá vôi hiểm trở gần thành phố Samcheok, cửa hang chiều cao 10 m, đi từ phòng vé đến cửa hang mất 30-45 phút đi bộ lên dốc mệt mỏi từ phòng vé. Ở bên trong, nhiệt độ dao động từ 10 ° và 14 °C. Các thành hang phun nước từ vô số vết nứt và thấm, tạo thành các suối, thác nước và 10 hồ lớn. Một số buồng trong hang động rất lớn, 100 m, và cầu đã được xây dựng bắc qua các buồng này Các kiến tạo đá trong động đã được đặt các tên khsac nhau tuy nhiên do nước chảy nhanh nên hạn chế sự kiến tạo nhũ đá và măng đá.. Có 47 loài động vật hoang dã được tìm thấy trong hang động, bao gồm: dông Hàn Quốc Onychodactylus fischeri, nhện Allomengea coreana, dế động Diestrammena japanica, loài rết Epanerchodus kimi và Antrokoreana gracilipes, bướm đêm Apopestes indica, và một loài amphipod trong chi Pseudocrangonyx. Bốn loài duy nhất ở hang Hwanseon, bao gồm loài bọ cánh cứng Kurasawatrechus latior.
Hang mở cửa quanh năm, mất một tiếng đi qua 1,6 lối đi bằng thép trong hang, không kể chiều dài đường ngoài hang 1,3 km, trèo đến và từ cửa vào 200 mét.